# Agnès Agboton

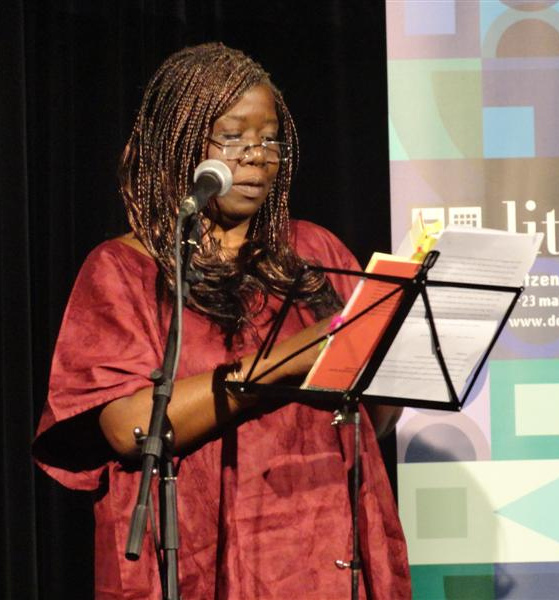
Agnès Agboton (2013)

Agnès Agboton (geb. 1960 in Porto-Novo) ist eine beninische Autorin, Dichterin, Erzählerin und Übersetzerin. Sie stammt vom Volk der Fon ab und lebt seit den späten 1970er Jahren in Spanien. Sie schreibt in mehreren Sprachen, darunter Katalanisch, Spanisch und die Gun-Sprache, und publizierte mehrere Bücher über afrikanisches Essen und afrikanische Kultur. Bekannt wurde sie für ihre Arbeit an der Transkription und Übersetzung von beninischen Volksmärchen und Geschichten für Erwachsene und Kinder und ihre zweisprachigen Gedichtbände in Gun und Spanisch.

## Biografie
Agboton wurde 1960 als Tochter eines Lehrers und Sozialarbeiters in der beninischen Hauptstadt Porto-Novo geboren, wo sie sowohl in ihrer Muttersprache Gun als auch in Französisch schreiben lernte. Nach dem Besuch einer katholische Schulen in Abomey zog sie an die Elfenbeinküste, um ihre Ausbildung fortzusetzen. Dort lernte sie ihren Ehemann Manuel Carrera kennen und zog 1978 im Alter von 18 Jahren mit ihm nach Katalonien, wo sie an der Universität Barcelona Hispanistik und Katalanisch studierte.

## Karriere
Agboton setzt sich für die Bewahrung mündlicher Erzähltraditionen aus Benin und Afrika ein. Seit 1990 arbeitet sie in Schulen in Katalonien und unterrichtet Schüler in afrikanischen Geschichten, Mythen und Kultur. Sie veröffentlichte drei Sammlungen von Volksmärchen aus Benin und Afrika, die sie aus der ursprünglichen Gun-Sprache transkribierte und übersetzte.
Im Jahr 2005 veröffentlichte sie ein autobiografisches Buch in spanischer Sprache mit dem Titel Más allá del mar de arena [Jenseits des Sandmeers], in dem sie ihre Erinnerungen an ihren Vater schilderte. Sie schrieb auch mehrere Bücher über die westafrikanische Küche und die Rolle der Frau im afrikanischen Haushalt.
Sie veröffentlichte zwei zweisprachige Gedichtbände in den Sprachen Gun und in Spanisch: Canciones del poblado y del exilio [Lieder aus dem Dorf und aus dem Exil], 2006, und Voz de las dos orillas [Stimme der beiden Ufer], 2009. In der Übersetzung von Lawrence Schimels fand ihr Gedicht Omega Eingang in die 2019 erschienene Anthologie New Daughters of Africa von Margaret Busby.
Im Rahmen des EMLIT-Projekts Brunel University wurde ihr Gedicht Fern, so fern… in der Anthologie „deutsche übersetzungen“ veröffentlicht.
Agboton repräsentierte Benin beim Kultur-Programm Poetry Parnassus während der Olympischen Sommerspielen 2012 in London. Bei Lesungen trägt sie auch in der Tradition mündlichen Erzählens beninische Volksmärchen vor.

## Veröffentlichungen (Auswahl)
- La cuina africana (1988) über afrikanische Küche ISBN 8-478-09048-7
- África en los fogones (2001) gemeinsam mit Eulàlia Sariola, über afrikanische Küche ISBN 8-466-40042-7
- Las cocinas del mundo (2002) über afrikanische Küche
- Contes d'arreu del món (1995) – Sammlung beninischer und afrikanischer Volksmärchen
- Na Mitón, La Mujer en los Cuentos y Leyendas Africanos (2004)  ISBN 9-707-90287-6
- Eté Utú - De por qué en África las cosas son lo que son (2009)
- Zemi Kede - Eros en las narraciones africanas de tradición oral (2011)
- Abenyonhú (2003) – Sammlung beninischer und afrikanischer Volksmärchen ISBN 8-493-31018-2
- Más allá del mar de arena (2005) ISBN 8-401-38673-X
- Canciones del poblado y del exilio (2006) – Lyrik, bilingual in Gun und Spanisch ISBN 8-483-30373-6
- Voz de las dos orillas (2009) – Lyrik, bilingual in Gun und Spanisch ISBN 9-788-47785-8423